# Пус
Пус (франц. дюйм, фр. pouce — великий палець)  — старофранцузька міра довжини. Існувало багато місцевих варіацій цієї одиниці вимірювання. Тут використовується Паризький варіант, так званий Паризький дюйм.
1 Пус = 12 лінів = 2,707 см = 0,02707 м.